# Тімберкрік-Каньйон (Техас)
Тімберкрік-Каньйон (англ. Timbercreek Canyon) — селище (англ. village) в США, в окрузі Рендалл штату Техас. Населення — 430 осіб (2020).

## Географія
Тімберкрік-Каньйон розташований за координатами 35°3′15″ пн. ш. 101°48′59″ зх. д. / 35.05417° пн. ш. 101.81639° зх. д. (35.054073, -101.816515).  За даними Бюро перепису населення США в 2010 році селище мало площу 4,95 км², з яких 4,94 км² — суходіл та 0,01 км² — водойми.

## Демографія
Згідно з переписом 2010 року, у селищі мешкало 418 осіб у 171 домогосподарстві у складі 145 родин. Густота населення становила 84 особи/км².  Було 176 помешкань (36/км²).
Расовий склад населення:
| - 96,2 % — білих - 0,5 % — азіатів - 0,2 % — чорних або афроамериканців - 1,2 % — осіб інших рас |

До двох чи більше рас належало 1,9 %. Частка іспаномовних становила 2,9 % від усіх жителів.
За віковим діапазоном населення розподілялося таким чином: 18,4 % — особи молодші 18 років, 67,7 % — особи у віці 18—64 років, 13,9 % — особи у віці 65 років та старші. Медіана віку мешканця становила 52,4 року. На 100 осіб жіночої статі у селищі припадало 101,0 чоловіків;  на 100 жінок у віці від 18 років та старших — 96,0 чоловіків також старших 18 років.
Середній дохід на одне домашнє господарство  становив 121 453 долари США (медіана — 88 542), а середній дохід на одну сім'ю — 129 679 доларів (медіана — 96 875). Медіана доходів становила 68 125 доларів для чоловіків та 43 125 доларів для жінок. За межею бідності перебувало 2,0 % осіб, у тому числі 2,6 % дітей у віці до 18 років та 1,3 % осіб у віці 65 років та старших.
Цивільне працевлаштоване населення становило 172 особи. Основні галузі зайнятості: освіта, охорона здоров'я та соціальна допомога — 20,9 %, роздрібна торгівля — 12,8 %, транспорт — 10,5 %, виробництво — 10,5 %.